# Black Symphony
Black Symphony è il terzo DVD della symphonic metal band olandese Within Temptation, pubblicato il 22 settembre 2008 in 2 DVD, 2 CD audio e Blu-ray.
Black Symphony contiene l'omonimo show – registrato il 7 febbraio 2008 all'Ahoy di Rotterdam – in cui i Within Temptation si sono esibiti accompagnati dalla Metropole Orchestra e da importanti ospiti, come Keith Caputo (Life of Agony), George Oosthoek (ex Orphanage) e Anneke van Giersbergen (ex The Gathering, Agua de Annique, The Gentle Storm, Vuur).

## Contenuto

### DVD 1

#### Black Symphony (Live @ Ahoy, Rotterdam)
1. Ouverture
2. Jillian (I'd Give My Heart) (The Silent Force)
3. The Howling (The Heart of Everything)
4. Stand My Ground (The Silent Force)
5. The Cross (The Heart of Everything)
6. What Have You Done (The Heart of Everything)
7. Hand of Sorrow (The Heart of Everything)
8. The Heart of Everything (The Heart of Everything)
9. Forgiven (The Heart of Everything)
10. Somewhere (The Silent Force)
11. The Swan Song
12. Memories (The Silent Force)
13. Our Solemn Hour (The Heart of Everything)
14. The Other Half (of Me) (The Dance)
15. Frozen (The Heart of Everything)
16. The Promise (Mother Earth)
17. Angels (The Silent Force)
18. Mother Earth (Mother Earth)
19. The Truth Beneath the Rose (The Heart of Everything)
20. Deceiver of Fools (Mother Earth)
21. All I Need (The Heart of Everything)
22. Ice Queen (Mother Earth)

#### Backstage
« Interviste con la band, i membri dell'orchestra, Keith Caputo e vari fan fuori dall'Ahoy. Condotto da Buckley, presentato da Dennis Weening ».

#### Documentary
« 30 minuti di documentario con un footage esclusivo mai visto prima. Interviste con la band sulla storia dei Within Temptation e sul Black Symphony. Prodotto dalla NPS, Paesi Bassi ».

#### Countdown Black Symphony
« Un piccolo resoconto di tutto ciò che è successo il giorno dello show, da quando la produzione ha incominciato nella mattina, allo show nel pomeriggio ».

### DVD 2

#### Live in Eindhoven 2007
1. Intro (The Silent Force)
2. Jillian (I'd Give My Heart) (The Silent Force)
3. The Howling (The Heart of Everything)
4. The Cross (The Heart of Everything)
5. Hand of Sorrow (The Heart of Everything)
6. The Heart of Everything (The Heart of Everything)
7. Restless (Enter)
8. Our Solemn Hour (The Heart of Everything)
9. Mother Earth (Mother Earth)
10. Jane Doe (The Silent Force)
11. The Truth Beneath the Rose (The Heart of Everything)
12. All I Need (The Heart of Everything)

#### Music Videos
1. What Have You Done
2. Frozen
3. The Howling
4. All I Need

#### The Making of
1. Frozen
2. The Howling
3. All I Need

#### World Tour Impressions
« Un'ora di footage esclusivo registrato durante il tour dai Within Temptation, negli Stati Uniti e Canada, Europa, Giappone e Regno Unito ».

#### Extra
- TMF Awards Benelux (comprendente una performance dei Within Temptation di What Have You Done e All I Need al TMF Awards del Belgio).
- Dutch Pop Award Show (comprendente i membri maschi dei Within Temptation in abito mentre ricevono il Music Award olandese più importante).
- Photoshoot Erwin Olaf (footage esclusivo di Erwin Olaf lavorando coi Within Temptation sulle foto fatte per The Heart of Everything).
- Orchestra Recordings (clip filmato durante le registrazioni delle parti orchestrali per The Heart of Everything).

### CD 1
1. Ouverture
2. Jillian (I'd Give My Heart)
3. The Howling
4. Stand My Ground
5. What Have You Done – feat. Keith Caputo
6. The Cross
7. Hand of Sorrow
8. The Heart of Everything
9. Forgiven
10. Somewhere – feat. Anneke van Giersbergen
11. The Swan Song
12. Memories

### CD 2
1. Our Solemn Hour
2. The Other Half (of Me) – feat. George Oosthoek
3. The Promise
4. Angels
5. Mother Earth
6. Frozen
7. The Truth Beneath the Rose
8. Deceiver of Fools
9. All I Need
10. Ice Queen